# Elektrische Feststellbremse

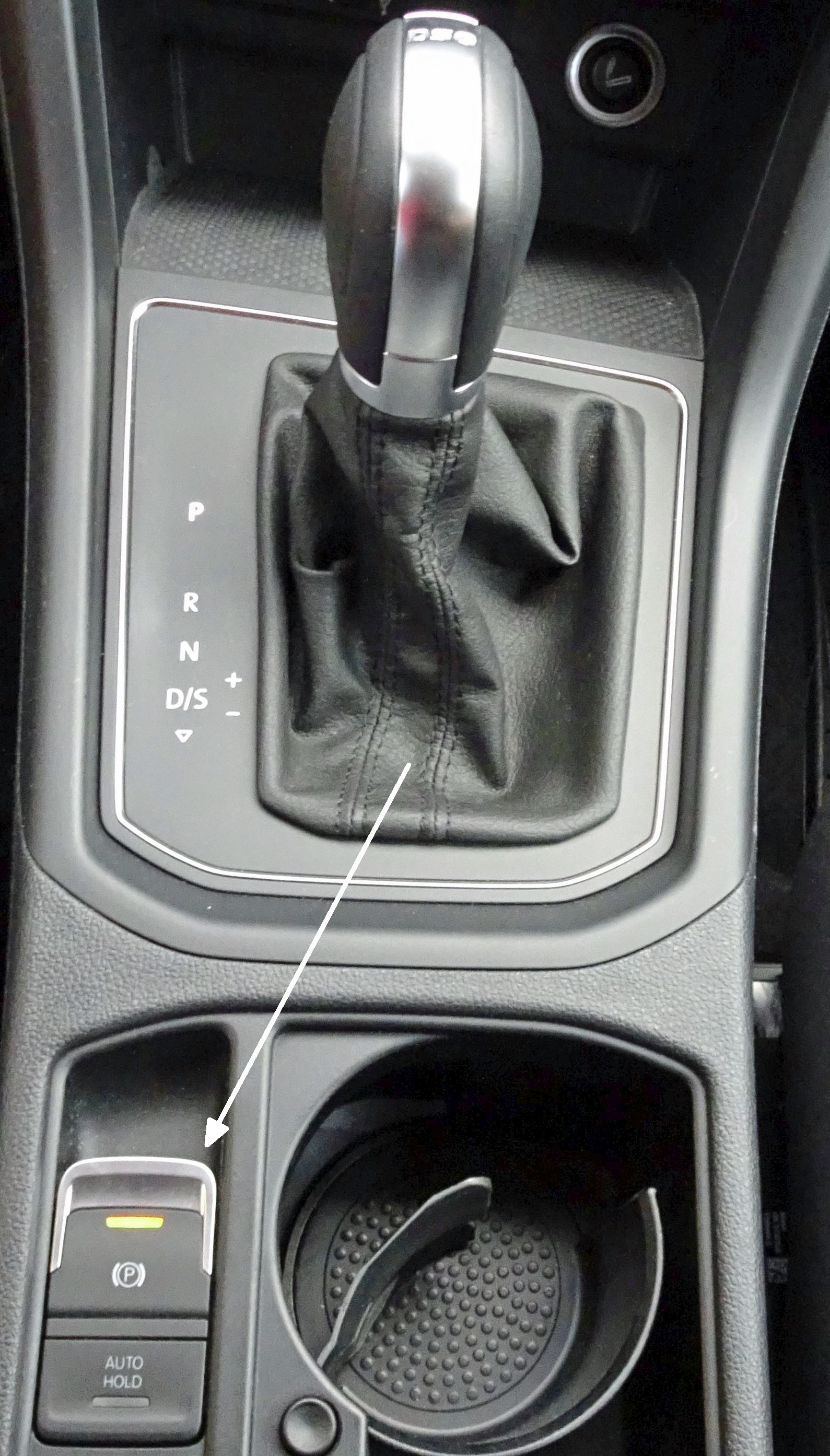
Bedieneinheit der elektrischen Feststellbremse in der Mittelkonsole eines VW Touran

Die elektrische Feststellbremse ist eine Technik in Kraftfahrzeugen, die mittels Aktoren an der Hinterradbremse und eines Steuergeräts die konventionelle Feststellbremse ablöst. Der in der Kurzform EPB genannte Begriff kommt aus dem Englischen und ist die Abkürzung für Electric Parking Brake.
Je nach Automobilhersteller ist die EPB auch unter dem Namen APB (Automatic Parking Brake), EFB (Elektrische Feststellbremse) oder EMF (Elektromotorische Feststellbremse) bekannt.
Automobilzulieferer für elektrische Parkbremsen sind:
ZF TRW, Küster, Conti Teves, Brose Fahrzeugteile und die Robert Bosch GmbH.

## Technik
Die elektrische Parkbremse (EPB, teilweise auch APB – automatische Parkbremse – genannt) löst in der Automobilbranche die mechanische Parkbremse ab und wird auch als elektrische Feststellbremse bezeichnet.
Bei der konventionellen Parkbremse betätigt der Fahrer mit dem Fuß oder der Hand eine mechanische Vorrichtung, die über Seilzüge eine Feststellkraft an der hinteren Bremsanlage erzeugt. Hierbei wird mit einer Betätigungseinheit (hand- oder fußbetätigt) vom Bediener eine individuelle mechanische Kraft erzeugt. Diese wird über mechanische Seilzüge bis zur hinteren Bremsanlage übertragen. Hier wird eine Kraft auf Bremsscheibe oder -trommel ausgeübt. Bei sehr schweren Fahrzeugen wird auch oft eine separate Trommelbremse eingesetzt, um die notwendigen Haltekräfte zu realisieren.
Bei der elektrischen Parkbremse werden derzeit drei Systeme angeboten. Allen gemeinsam ist der Ersatz des mechanischen Bedienhebels durch eine elektrisch schaltende Bedieneinheit. 

### Cable Puller System
Ein Aktuator (Motor-Getriebe-Einheit, meist mit integrierter elektronischer Steuerung) spannt die mechanischen Seilzüge, die dann die Spannkraft wie bei der konventionellen Parkbremse in der hinteren Bremsanlage erzeugt. Der Vorteil dieses Systems ist, dass die EPB in eine vorhandene Fahrzeugstruktur integriert werden kann, da der Bauraum frei wählbar ist und dieses System sowohl mit Trommel- als auch mit Scheibenbremsen funktioniert.

### Motor on Caliper System
Hierbei handelt es sich um ein System, bei dem direkt am Bremssattel montierte zusätzliche kleine Motor-Getriebe-Einheiten (auch Direktaktuator genannt) die Bremskolben der hinteren Bremssättel betätigen und so die nötige Feststellkraft erzeugen. In diesem System gibt es keine Seilzüge mehr. Das System ist sehr einfach in ein Fahrzeug zu integrieren, funktioniert aber nur mit Scheibenbremsen.

### Elektro-Trommelbremse
Dieses System wird für sehr schwere Fahrzeuge angewendet. Eine Motor-Getriebe-Einheit aktiviert eine separate Trommelbremse, welche die Klemmkraft erzeugt. Bei diesem System gibt es ebenfalls keine Seilzüge mehr.

## Funktionsweise
Die elektrische Feststellbremse ist ein weiterer Schritt zur Umsetzung eines vollelektrischen Bremssystems. Mit ihrer Hilfe ist es möglich, zusätzliche Komfortfunktionen zu realisieren, wie beispielsweise das unterstützte Anfahren am Berg. Diese Funktion kann aber auch durch andere Fahrassistenzsysteme ermöglicht werden.
Verzichtet wird hierbei komplett auf einen üblicherweise in der Mittelkonsole eines Fahrzeugs befindlichen Handbremshebel oder -griff samt Bowdenzug. Bedient wird die EPB über einen Taster und eröffnet damit den Fahrzeugherstellern neue Möglichkeiten in der Gestaltung des Innenraums.

## Vorteile und erweiterte Funktionen
Design des Fahrzeuginnenraums:
- Ersatz des Handhebels durch frei zu gestaltende elektrische Bedieneinheit, Fahrzeuginnenraum lässt sich individuell gestalten
- neue Freiheiten für die Mittelkonsole

Redundantes Bremssystem (dynamischer Zustand) mit zusätzlichen Rückfallebenen:
- Betätigen der elektrischen Parkbremse während der Fahrt (sicheres dynamisches Verzögern über alle vier Räder)[1][2]
- auch bei schlechten Bedingungen sehr sicheres Abbremsen

Sicherheitsfunktionen:
- automatisches Nachspannen (Heiße Bremsen führen bei einer mechanischen Parkbremse zum Klemmkraftverlust, d. h., die Bremskraft lässt in der Abkühlphase nach. Die elektrische Parkbremse gleicht den Verlust aus.)
- das Fahrzeug wird immer mit maximaler Klemmkraft abgestellt (immer sicher – bei einer mechanischen Parkbremse bestimmt der Fahrer die Haltekraft – Fehlbedienung durch zu geringe Bremskraft wird ausgeschlossen)

Komfortfunktionen:
- automatisches Lösen beim Anfahren (Drive away release – DAR)
- automatisches Schließen der Parkbremse beim Abziehen des Zündschlüssels (Key out apply – KOA)

Erweiterte Funktionen:
- Auto-Hold-Funktion (bei Stillstand des Fahrzeugs wirkt automatisch der bisherige Bremspedaldruck auf beide Achsen)
- Zusatzfunktion (verhindert ungewolltes Wegrollen des Fahrzeuges)

Wartungsfreiheit:
- die Seilzug-EPB kompensiert den Verschleiß der Bremsbeläge, eine Wartung entfällt somit

## Nachteile
- Entkoppelung des Fahrers und damit verbundener Kontroll- und Funktionsverlust
- Anzugs- und Lösezeiten bei 1 Sekunde, damit geringfügig langsamer als eine manuelle Feststellbremse
- Totalausfall der Funktion bei Ausfall der elektrischen Energieversorgung.
- höhere Komplexität
- Kosten, wobei durch die zunehmende Verbreitung im Markt sich die Kosten der elektrischen Feststellbremse denen der konventionellen Handbremse immer mehr annähern
- „sanftes“ Lösen nicht möglich bzw. von Programmierung abhängig, was ein Anfahren auf rutschigem Untergrund stark erschwert.
- Systeme, die mit direkt am Bremssattel montierten, zusätzlichen Motor-Getriebe-Einheiten arbeiten, vergrößern die ungefederten Massen an den betroffenen Rädern.
- Bremse kann nicht zum Driften des Fahrzeugs verwendet werden